# Place de la Contrescarpe

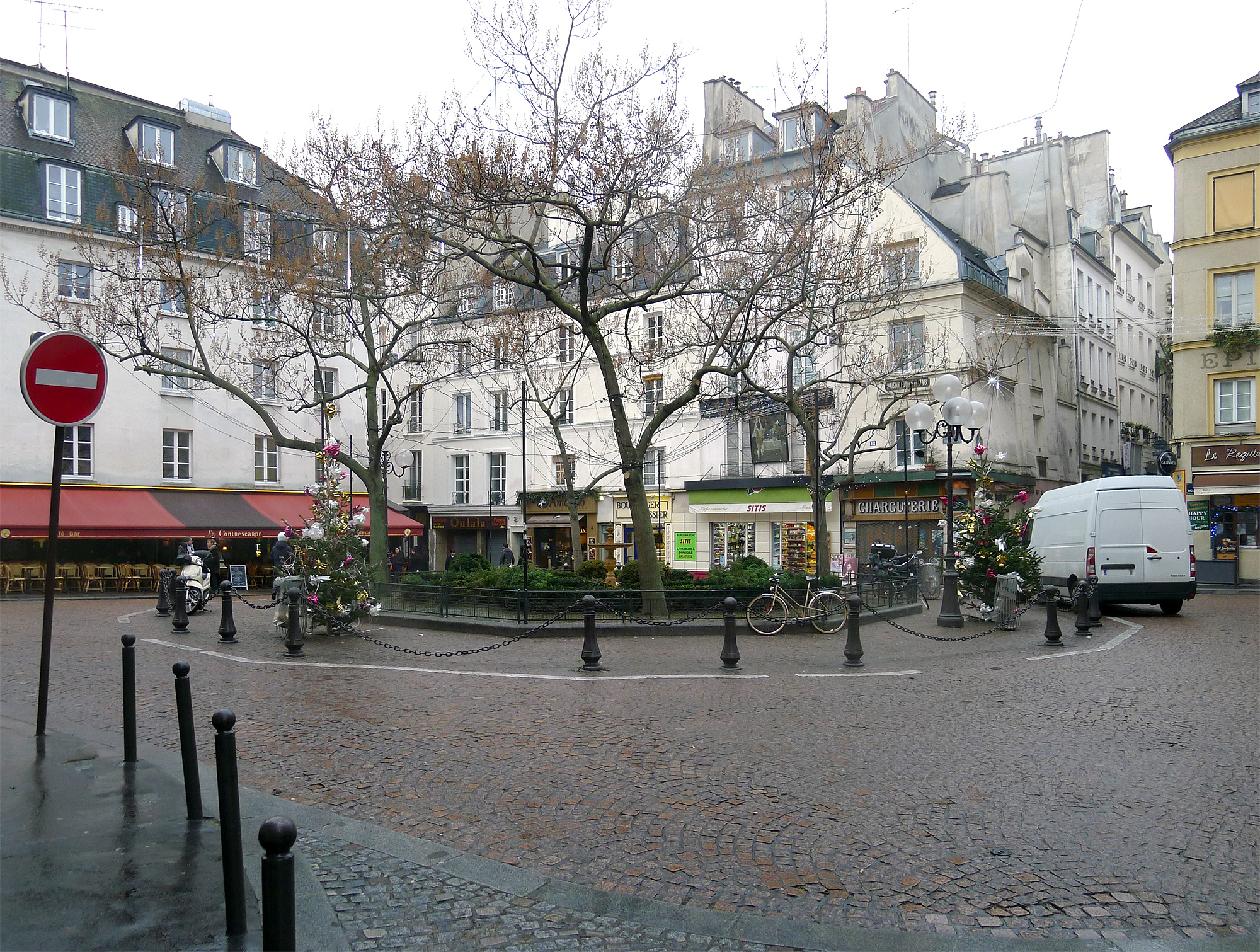
Vista general de la plaza.

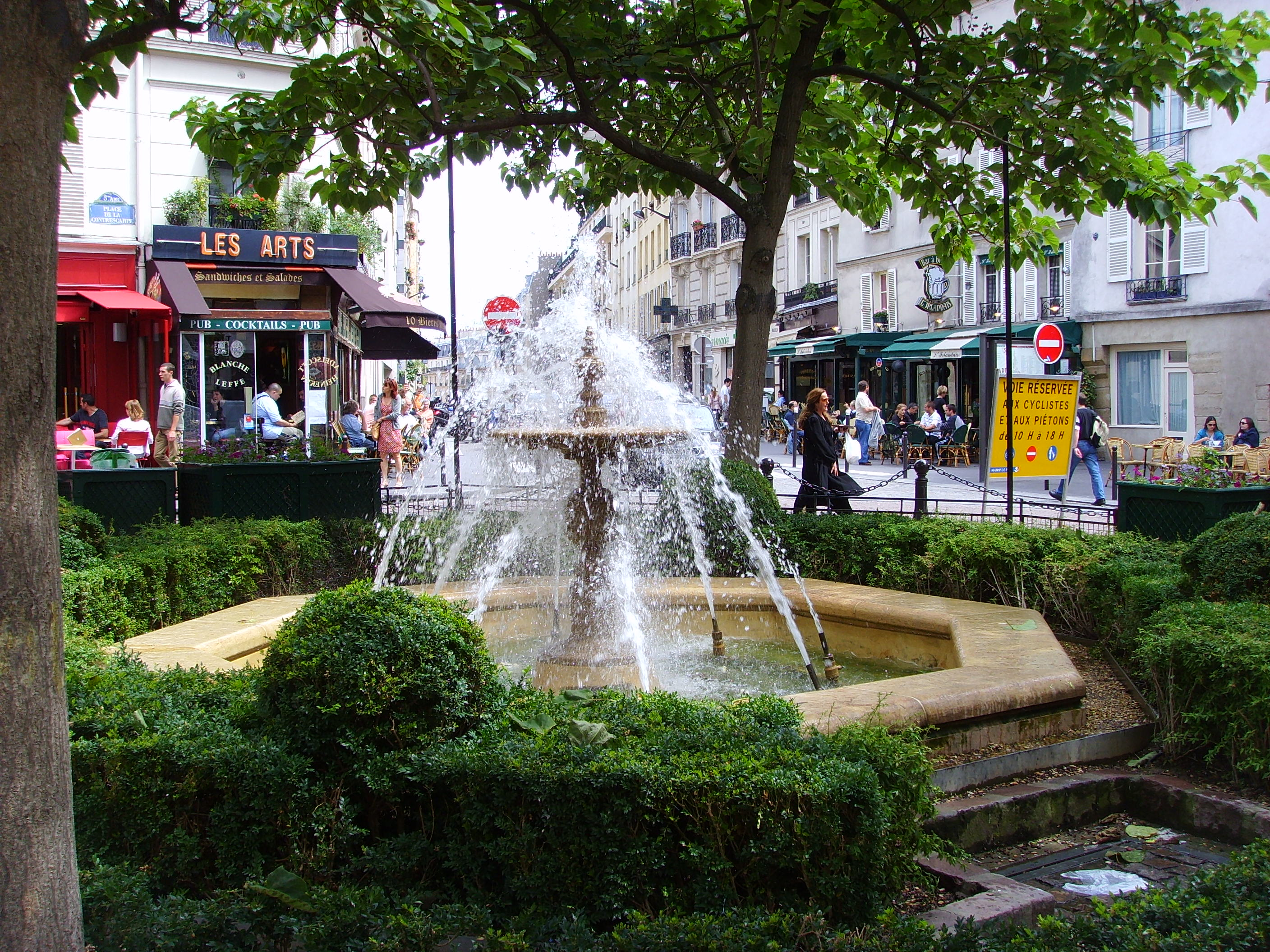
La fuente de la Place de la Contrescarpe.

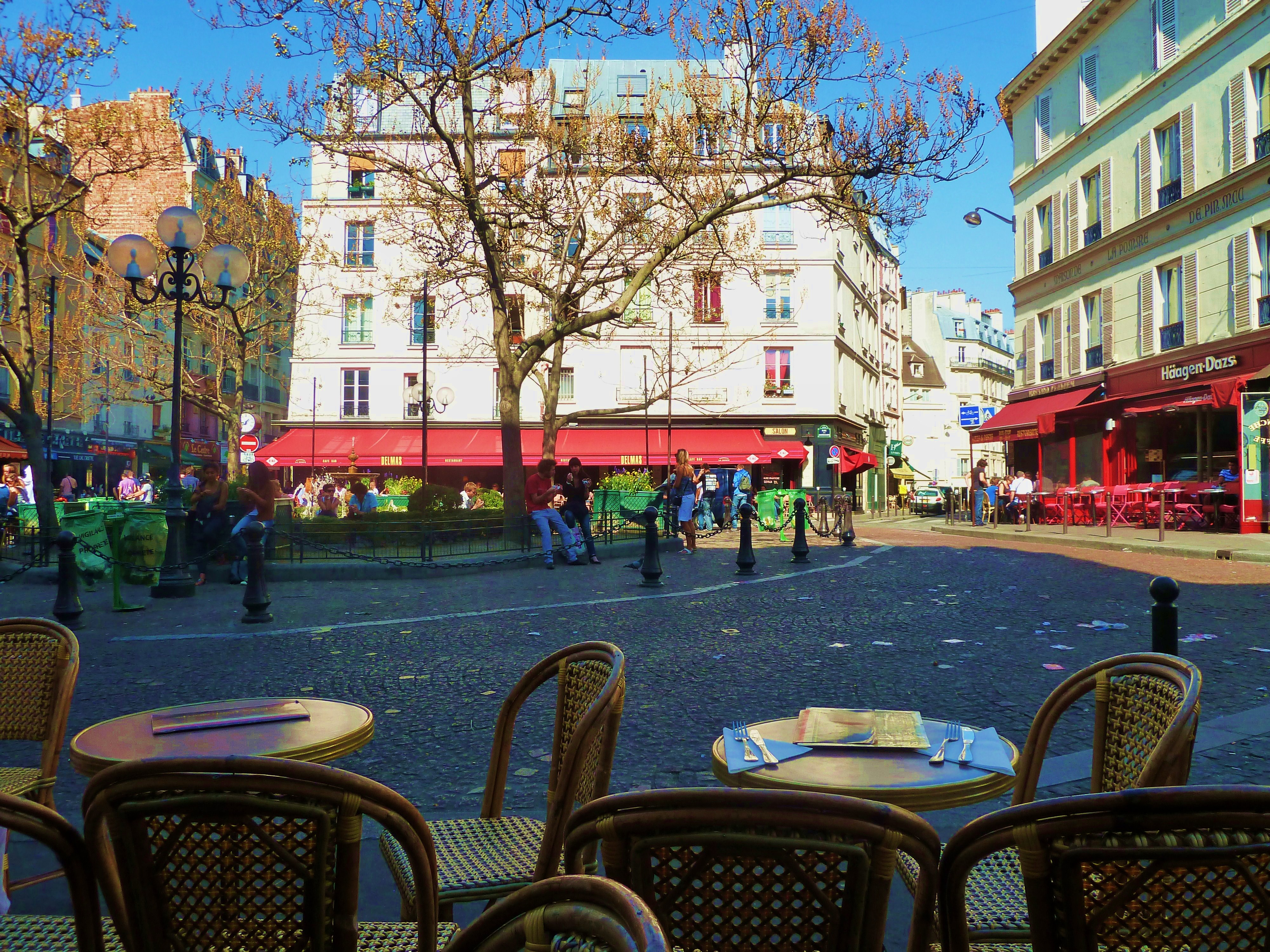
La plaza vista desde una de sus terrazas.

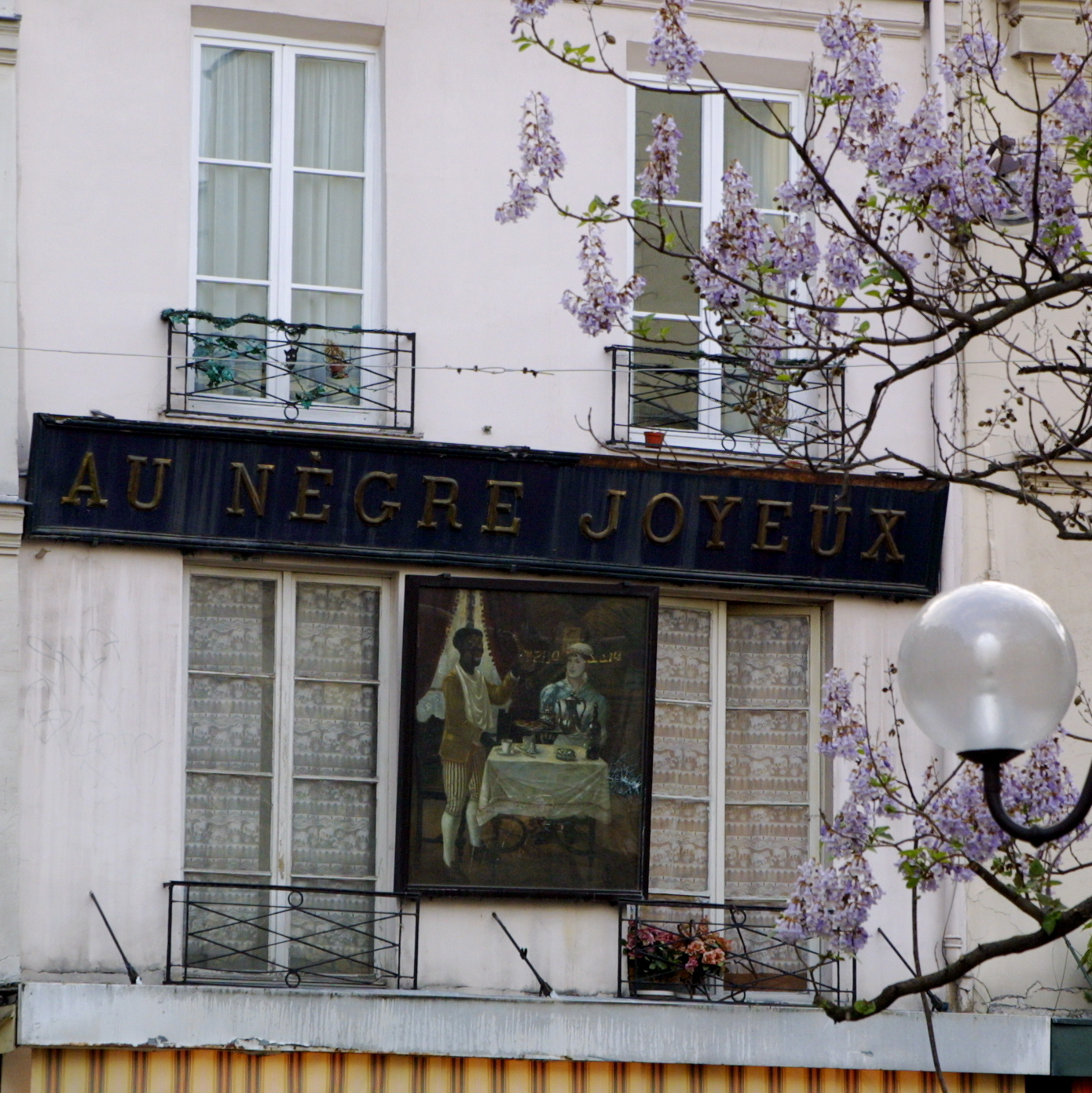
Antigua fachada de Au Nègre joyeux.

La Place de la Contrescarpe es una plaza situada en el Distrito V de París, Francia.

## Situación
La Place de la Contrescarpe está situada a lo largo de la Rue Mouffetard, al inicio de las calles Lacépède y du Cardinal-Lemoine. Constituye un punto central del distrito V, ya que está en la confluencia de sus cuatro barrios administrativos, que son Saint-Victor, Jardin-des-Plantes, Val-de-Grâce y Sorbonne. La plaza tiene unos cuarenta metros de diámetro y posee en su centro una fuente pública. Es un lugar turístico, y tiene numerosas cafeterías, en su mayor parte recientes. Algunas fachadas conservan sin embargo el recuerdo de una época más antigua.
De la antigua y célebre cafetería Au Nègre joyeux, situada en el lado oeste de la plaza, solamente se conserva su letrero, que ha sido objeto de polémica porque representa la esclavitud. El 25 de septiembre de 2017, el Consejo de París decidió que sería retirado de la fachada y depositado en el museo Carnavalet. Sin embargo, en marzo de 2018, fue retirado del inmueble para ser restaurado, en espera de una nueva decisión sobre si se mantiene o no. Al mismo tiempo, el Ayuntamiento ordenó a un historiador que «realizara un trabajo de investigación científica e histórica sobre el letrero», debido a que las opiniones sobre él «difieren, tanto sobre sus orígenes como sobre la interpretación que se le debe dar». Tras la publicación del informe del historiador se llevará a cabo una discusión, siendo todavía posible que se mantenga la obra en su lugar junto con una placa informativa.

## Origen del nombre
La plaza debe su nombre a la cercanía de la antigua Rue de la Contrescarpe-Saint-Marcel, actualmente llamada Rue Blainville, y hace referencia a la contraescarpa (en francés: contrescarpe), la pared exterior del foso que había delante de la muralla de Felipe Augusto.

## Historia
Vía pública inaugurada en 1852, fue formada por la supresión de una manzana de viviendas comprendida entre las calles du Cardinal-Lemoine, Lacépède y Mouffetard. Esta manzana se encontraría, en la actualidad, al lado del café Les Arts, es decir, en la parte oriental de la plaza.
En la actualidad, el elevado trasiego de la plaza plantea el problema de sus aceras, demasiado estrechas para que las compartan cafeterías y transeúntes, y los ruidos inducidos por los trasnochadores.
En 2016 se decidió realizar obras para liberar a la plaza de las cadenas que impedían acceder a su centro. En este momento también se planteó la cuestión del estacionamiento anárquico de las motos en la plaza. Un proyecto inicial planeaba clasificar el lugar como zone de rencontre, en virtud de lo cual los peatones habrían tenido prioridad absoluta y la velocidad de circulación de los vehículos habría estado limitada a 20 km/h, pero este proyecto fue modificado por la junta del distrito (su límite de velocidad se mantuvo en 30 km/h) tras la oposición de los residentes, afirmando además que comportaría un aumento de los derechos a pagar por los propietarios de las cafeterías debido a la previsible extensión de las terrazas.